# 面影の都
『面影の都』（おもかげのみやこ）は氷川きよしの9枚目（KIYOSHI名義を含めると10枚目）のシングル。2005年7月6日発売。発売元はコロムビアミュージックエンタテインメント（現・日本コロムビア）。

## 解説
『大井追っかけ音次郎』以来のシングル7作連続オリコンウィークリートップ10入り。
前作の「初恋列車」は北海道を舞台にしているのに対し、この曲は大阪を舞台にした1曲となっている。

## 収録曲
1. 面影の都 (4:06)
(作詞:仁井谷俊也　作曲:杜奏太朗)
2. 故郷はわが胸に (4:00)
(作詞:仁井谷俊也　作曲:大谷明裕)
3. 面影の都(オリジナル・カラオケ)(4:07)
(作曲:杜奏太朗)
4. 故郷はわが胸に  (オリジナル・カラオケ)(4:01)
(作曲:大谷明裕)
5. 面影の都 (半音下げオリジナル・カラオケ)(4:07) 
(作曲:杜奏太朗)